# Медаль Восточной Республики Уругвай
Медаль Восточной Республики Уругвай (исп. Medalla de la República Oriental del Uruguay) — знак отличия Уругвая, учреждённый законом № 16300 и вручаемым президентом республики высокопоставленным иностранным гражданам по инициативе министерства иностранных дел. Согласно статуту, медаль вручается по принципу "протокольной взаимности", то есть предполагается, что государство, гражданином которого является награждённое лицо, само до этого вручило президенту страны некую награду.

## Описание награды
Награды состоит из медали и диплома к ней.  На аверсе медали, изготовленной из 24-каратного позолочённого металла, высотой 65 и шириной 60 миллиметров, изображён национального герба. На реверсе находится рельефная надпись «República Oriental del Uruguay» диаметром 41 миллиметр, а в центре — «Medalla de la República», всё в три строки.
Награждение медалью проводится публично, по распоряжению президента республики, который и вручает медаль вместе с подписанным им дипломом. Если присуждение невозможно из-за того, что бенефициар находится за границей, то осуществить награждение может лицо, назначенное исполнительной властью.